# 国王的恩赐
《国王的恩赐》是一个奇幻类回合制电子游戏，由New World Computing的乔·万·坎赫姆于1990年设计推出。游戏中玩家扮演在Maximus国王的英雄之魂，率领军队在四片大陆上击败敌人并寻找到秩序之杖（Sceptre of Order）。《国王的恩赐》被普遍认为是魔法门之英雄无敌系列的前身。游戏于1991年2月21日在北美移植至Mega Drive（Genesis），并做了大量画面改动。游戏方式也做了改动，吸收了即时地图探索功能。
2008年，其精神续作《国王的恩赐：传奇》由俄羅斯遊戲製作商Katauri Interactive推出並獲得成功，而後又推出多部以国王的恩赐為名的系列作品。